# Spilosoma germanica
Spilosoma germanica är en fjärilsart som beskrevs av Rothschild 1914. Spilosoma germanica ingår i släktet Spilosoma och familjen björnspinnare. Inga underarter finns listade i Catalogue of Life.